# Иван Добрев (адмирал)
Вижте пояснителната страница за други личности с името Иван Добрев.
Иван Добрев Стоянов е участник в комунистическото съпротивително движение по време на Втората световна война. Командир на Първа варненска чета, заместник-командир на X Въстаническа оперативна зона на т. нар. Народоосвободителната въстаническа армия (НОВА). Български офицер, адмирал. Командващ военноморския флот на Народна република България. Народен представител.

## Биография
Иван Добрев е роден на 25 март 1922 година в село Джеферли (Кичево), Варненско. Семейството е с гагаузки произход . Член на Работническия младежки съюз от 1937 г., а на комунистическата партия от 1942 г.
Осъден на смърт през 1941 г. През септември 1941 г. преминава в нелегалност и действа като ремсов организатор. През 1943 г. става партизанин. Командир е на Първи варненски военен район и Първа варненска чета. Член е на Щаба и заместник-командир на Десета Варненска въстаническа оперативна зона на Народоосвободителна въстаническа армия от април 1944 година.
На 18 май 1944 г. е произведен в звание майор от Главния щаб на Народоосвободителна въстаническа армия, под влиянието, указанията и благодарение на финансирането на ГРУ на Червената армия на СССР на партизанската организация. Званието е потвърдено след окупацията на България от СССР, със завземането на властта от комунистите и техните съюзници на Деветосептемврийския преврат, с Постановление на МС от 11 септември 1944 г.
След Деветосептемврийския преврат през 1944 г. служи в БНА. Постъпва с първо звание майор на 22 г, и е назначен за командир на Гвардейската дружина във Варна. Завършва курс за дружинни командири във военното училище (София). Отначало изявява желание да служи в авиацията, но през пролетта на 1945 г. в изпълнение на неговото второ желание е изпратен във ВМС като командир на кадетската дружина във Висше военноморско училище (Варна). През есента на 1945 г получава морско звание капитан-лейтенант (сега равно на капитан III ранг), следва обучение в навигаторски курс във Висше военноморско училище (Варна) (по-късно е зачислен към випуск 45-и), като през септември 1947 г. е повишен в звание капитан II ранг.
След получаването на ескадрения миноносец „Железняков“ от СССР в края на 1947 г. той е назначен за старши помощник-командир.
Изпратен в Ленинград на курс във Висша школа за командири на ескадрени миноносци (Высшие ордена Ленина Специальные Классы офицерского состава ВМФ) (ВОЛСОК), за 12 месеца, 1948 – 1949, малко преди завършването му е извикан в Москва и изпратен в Севастопол да приеме командването на новия ескадрен миноносец „Озорной“ преименуван в българския ВМФ на Георги Димитров (ескадрен миноносец).
В периода октомври 20 февруари 1950 г. до 1951 г. е командир на Георги Димитров (ескадрен миноносец), през 1951 г. получава званието капитан I ранг.
На 18.08.1951 г. българският Военноморски флот получава 4 броя трални кораби – 2 морски тралчици (проект 254) и 2 рейдови тралчици (проект 253), с което се поставят основите на военно формирование 18360 – Бургас. Първият командир на дивизиона е 29-годишният капитан І ранг Иван Добрев.
Впоследствие до 1955 г. е командир на други части и съединения във ВМС,
Завършва Висшата военна академия „К. Е. Ворошилов“ в Ленинград (1955 – 1956), командир на военноморска база Бургас 1956 г и на главна военноморска база Варна 1956 – 1958 г.
Първи командир, от 26 юли 1958 г до 28 август 1959 г., на новосформирания Първи дивизион патрулни кораби в състав: стражеви кораб (СКР) „Дръзки“ и СКР „Смели“, заместник-командващ ВМФ от 1959 г до 1960 г,

На 18 август 1960 г назначен за командващ Военноморския Флот на Народна Република България и удостоен с еднозвездно висше офицерско звание контър-адмирал .
На тази длъжност той остава 12 години и има особен принос в развитието на ВМФ като съвременен боеспособен вид въоръжени сили. През този период ВМФ получава нови кораби от СССР и неговата структура се развива съобразно съвременните тенденции. Има и големи заслуги за развитието на спорта и специално на водните и плувните спортове, в ролята си на авторитетен спортен деятел; лично спортува за здраве и пример на околните. В същия този период е удостоен последователно следващите военни звания:
през 1965 г. двузвездното висше звание – вице-адмирал, и през 1969 г. с тризвездното висше звание адмирал

На 16 октомври 1972 г. става заместник-министър на отбраната, и служи на тази военизирана длъжност до 1990 г.
Избиран е за народен представител между 1962 и 1990 г. От 1962 до 1966 г. е кандидат-член на ЦК на БКП, а от 1966 до 1990 г. и член на ЦК на БКП. Носител е на почетното звание Герой на социалистическия труд (България) и на три ордена Георги Димитров (орден).
Има издадени две книги – „Звездни пътища“ (1987) и „Смяна на вахтите“ (1989). 
На 29 март 2017 г. в ЦВК е чествана в тържествена обстановка 95-годишния юбилей на адмирал Иван Добрев Стоянов, където поздравления от името на ГРУ на Червената армия поднася полковник Василий Сазанович (връх на мрежата на ГРУ в България, обявен за персона нон-грата през декември 2020 г, за дейността си от 2017 до 2020 г.).